# 吳高峻
吳高峻，浙江嘉興人，清朝政治人物。舉人出身。

## 生平
舉鄉試。乾隆十八年，吳高峻接替宋登□。擔任江蘇荆溪縣知縣攝任。同年由杨朝正接任。